# Amsterdam Rams
De Amsterdam Rams zijn een voormalige Americanfootballclub uit Amsterdam. De club was actief in de competities van de Nederlandse American Football Federatie en de latere American Football Bond Nederland.

## Geschiedenis
De Amsterdam Rams werden opgericht in de jaren tachtig. Deze periode kenmerkte zich doordat het American football in Nederland aan populariteit won. De Amsterdam Rams was een van de clubs die betrokken was bij de oprichting van de NAFF. Samen met andere bekende Americanfootballclubs, zoals de Amsterdam Crusaders en de Den Haag Raiders, namen zij deel aan de eerste georganiseerde Americanfootballcompetitie in Nederland.

## Tulip Bowl
In 1985 namen de Amsterdam Rams deel aan de allereerste Nederlandse kampioenswedstrijd, bekend als de Tulip Bowl. In de finale van deze wedstrijd namen zij het op tegen de Amsterdam Crusaders, en wonnen zij de wedstrijd met 36-14.
Verder deed de club mee aan de finalewedstrijden van 1986 (verloren tegen de Den Haag Raiders met 32-13), en 1988 en 1989 (tegen de Amsterdam Crusaders en verloren met respectievelijk 20-17 en 36-0).

## Nalatenschap
Hoewel de club niet meer bestaat, wordt deze binnen de Americanfootballgemeenschap in Nederland nog altijd herdacht als een van de oprichters van de competitievormen zoals die vandaag de dag binnen de sport bestaan. Tevens is het nog altijd een van de weinige teams die ooit bij herhaling de finale van de Tulip Bowl haalde en/of won.